# 暑期工
暑期工，Summer job，是一種夏天時期出現的短期工作，其人力資源是放暑假的學生。因為暑期工的因素，常令相關工種的人才市場在暑假時期，出現「供過於求」；又在開學前夕，出現「求過於供」的市場失衡現象。

## 常見工種
- 送外賣
- 派傳單
- 建築地盤
- 急便
- 速遞
- 服務業

## 相關
- 1981年香港中學會考中國語文科試卷一作文考試以三個同學「暑期工」的談話為主題，分設三題︰自選外遊地方、對「追求名牌」風氣及中學生做暑期工的意見。
- 暑期工陷阱：銷售電話服務、工業安全
- 星探
- 工讀
- 兼職
- 臨時工